# بيليفيو (إلينوي)
بيليفيو (بالإنجليزية: Bellevue)‏ هي منطقة سكنية تقع في الولايات المتحدة في إلينوي.

## الموقع الجغرافي
الموقع الجغرافي للمناطق المحيطة بهذه النقطة هو كالتالي: